# Ali Fuat Saraç
Ali Fuat Saraç (* 22. Juli 1946 in Kalecik, Provinz Ankara) ist ein ehemaliger türkischer Generalmajor des Heeres (Türk Kara Kuvvetleri).

## Leben
Saraç trat 1958 in die Kadettenanstalt (Askerî Lisesi) in Erzincan ein und absolvierte anschließend eine Offiziersausbildung an der Heeresschule (Kara Harp Okulu), die er 1966 als Fähnrich (Asteğmen) der Ingenieurtruppe abschloss. 1967 wurde er Zugführer in der 48. Infanteriebrigade und fand im Anschluss mehrere Verwendungen in anderen Heereseinheiten, ehe er 1975 seine Ausbildung zum Stabsoffizier an der Heeresakademie (Kara Harp Akademisi) begann, die er 1977 beendete. In der Folgezeit fand er zwischen 1977 und 1988 Verwendungen in der Operationsabteilung im Generalstab der Türkei, in der 41. Infanteriebrigade, in der 51. Infanteriebrigade, in der 6. Panzerbrigade, der Ägäis-Armee sowie als Planungsoffizier im Hauptquartier der NATO.
Nachdem Saraç von 1988 bis 1989 die US Military Academy in West Point besucht hatte, wurde er zunächst Dozent an der Heeresakademie und danach 1990 Kommandeur des 11. Motorisierten Infanterieregiments sowie anschließend 1992 Offizier im Stab der Türkischen Truppe in Zypern KTBK (Kıbrıs Türk Barış Kuvvetleri Komutanlığı) sowie 1994 erneut Offizier im Hauptquartier der NATO.
Nach seiner Beförderung zum Brigadegeneral (Tuğgeneral) am 30. August 1995 wurde Saraç Kommandeur der 10. Infanteriebrigade und danach Leiter der Ingenieurabteilung im Oberkommando des Heeres, ehe er Leiter der Ingenieurabteilung im Generalstab der Türkei wurde.
Am 30. August 2001 wurde Saraç zum Generalmajor (Tümgeneral) befördert und Unterstaatssekretär für Bauwesen und Beschaffung MTİY (Müsteşar İnşaat ve Tedarik Yardımcılığı) im Ministerium für Nationale Verteidigung MSB (Millî Savunma Bakanlığı) sowie 2003 Befehlshaber des Kartografiekommandos (Harita Genel Komutanlığı). Am 20. August 2005 wurde er in den Ruhestand versetzt.
Saraç ist verheiratet und Vater zweier Kinder.